# جمعية كشافة لوكسمبورغ
جمعية كشافة لوكسمبورغ هي الجمعية الوطنية الكشفية في لوكسمبورغ. تأسست الحركة الكشفية في لوكسمبورج في عام 1914 وأصبحت عضوا في المنظمة العالمية للحركة الكشفية في عام 1922. والجمعية تضم في عضويتها 5275 كشاف اعتبارا من عام 2011.

## روابط خارجية
- الموقع الرسمي (باللوكسمبورغية) (بالفرنسية) (بالإنجليزية)